# Ivo Díaz
Ivo Díaz, madžarski rokometaš kubanskega rodu, * 1972.
Leta 2004 je na poletnih olimpijskih igrah v Atlanti v sestavi madžarske reprezentance osvojil 4. mesto.